# 周联清
周联清（1962年10月—），福建省三明市大田縣人。男，汉族。1981年8月参加工作，1991年3月加入中国共产党。福建省委党校行政管理专业毕业，高级工程师，高级经济师。

## 简历
2000年5月，任福建省煤炭工业（集团）有限责任公司副总经理。2005年5月，任副董事长。2005年12月，任董事长。2008年4月，任福建省国资委主任；次月兼任福建省经贸委主任。2013年12月，任新成立的福建省经济和信息化委员会主任。2014年8月，任中共莆田市委书记。2016年5月27日，任福建省人民政府副省長。同年11月，升任中共福建省委常委。2018年1月，不再担任福建省副省长。
2022年1月，当选福建省人大常委会副主任。
2008年，当选第十一届全国人民代表大会福建地区代表。2013年，当选第十二届全国人民代表大会福建地区代表。